# Sciatta remota
Sciatta remota là một loài bướm đêm trong họ Noctuidae.